# Museu Ferroviário de Santarém
O Espaço Museológico de Santarém é contíguo à estação de caminhos de ferro desta cidade, em Portugal. Encontra-se instalado numa antiga cocheira de carruagens da estação de Santarém, na Linha do Norte.

## Espólio
- Locomotiva E 103 (1907)
- Locomotiva D. Luiz (1862)
- Locomotiva Pejão (1919)
- Locomotiva 553 (1924)
- Salão do Príncipe 53001 (1877)
- Salão D. Maria Pia (1858)
- Dresine de inspecção DI 10 (1927)